# Méhviasz

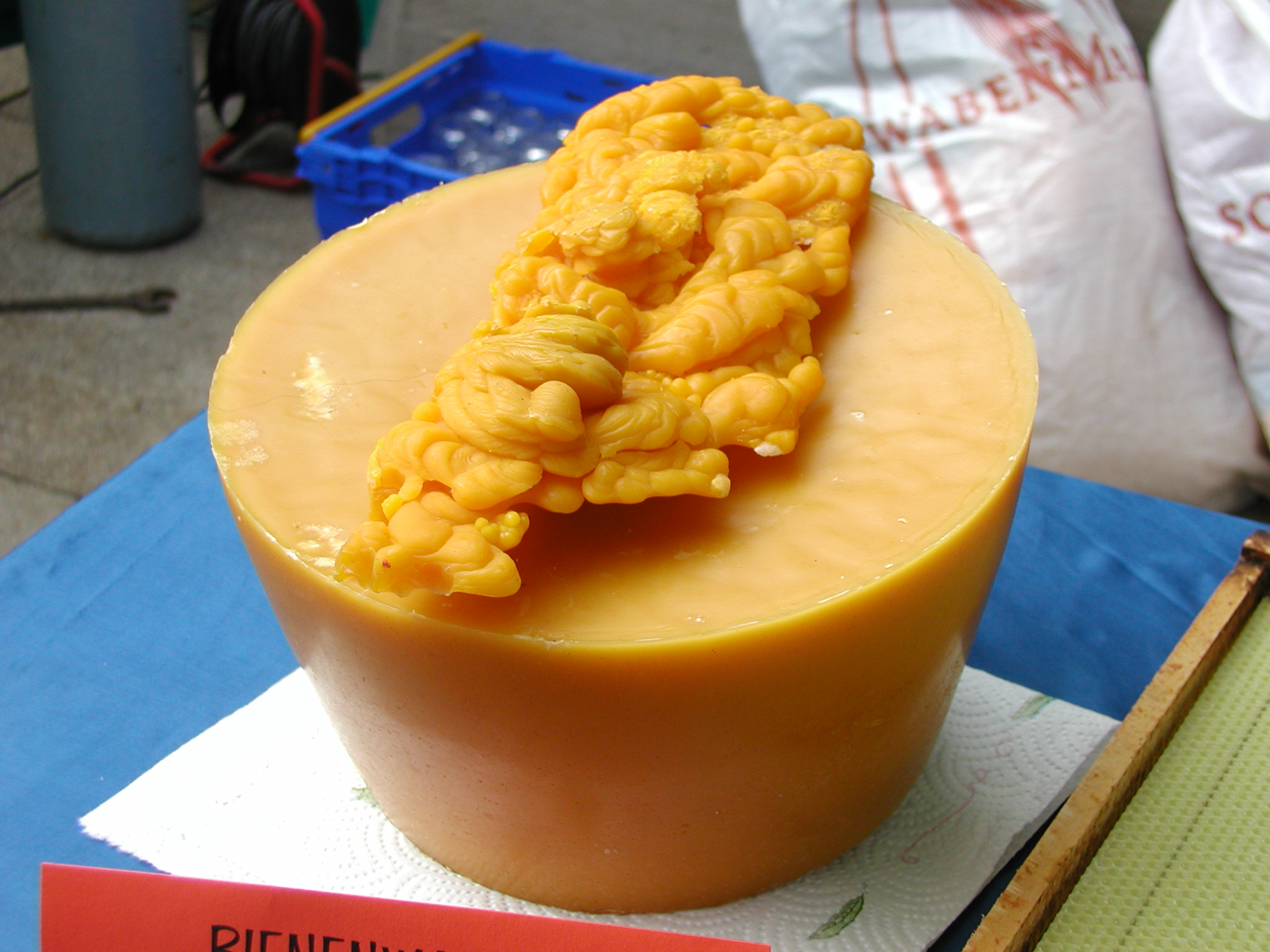
Méhviasz pogácsa, rajta napkollektorral olvasztott viasz

A méhviaszt a méhek a lépek építésénél használják, melyet saját váladékaikból állítanak elő. Ez a viaszanyag nagyon rugalmas és tökéletes vízlepergető hatással rendelkezik. Ennek köszönhetően jól alkalmazható természetes építő- és dekorációs anyagok (fa, parafa, máz nélküli kerámia stb.) nedvesség és szennyeződés elleni védelmére.

## Összetétele
| Összetevő            | Százalék |
| szénhidrogének       | 14%      |
| monoészterek         | 35%      |
| diészterek           | 14%      |
| triészterek          | 3%       |
| hidroxi-monoészterek | 4%       |
| hidroxi-poliészterek | 8%       |
| sav-észterek         | 1%       |
| sav-poliészterek     | 2%       |
| szabad savak         | 12%      |
| szabad alkoholok     | 1%       |
| nem beazonosított    | 6%       |

A méhviasz számos anyagból álló viaszféle.
A fő összetevők: palmitilsav, palmitoleát, hidroxipalmitát, valamint alkoholok oleinsavval alkotott észterei (hosszú, 30-32 szénatomos molekulák) és egyéb palmitátok.
Fő alkotórésze a miricin (65 tömeg%), ami hosszú láncú alkoholok és szerves savak észtere. Ebben a palmitinsav-miricilészter dominál (C15H31–COO–C30H61). Továbbá tartalmaz szabad cerotinsavat (C25H51–COOH), melisszinsavat, és más szerves savakat is, összesen 12 tömeg%-ot. A telített szénhidrogének a teljes tömeg 14%-át, az alkoholok 1%-át teszik ki. A maradék 6% tartalmazza a méhspecifikus aromákat is. Olvasztás után néhány százalék víz marad vissza. Erre utal, ha felmelegítéskor gőzölögni kezd, vagy állás közben veszít a súlyából.
A viasz automatikus elemzését kromatográfiával végzik. A gázkromatográfia és a tömegspektrometria lehetővé teszi, hogy különbséget tegyenek a tiszta méhviasz és az olcsóbb, szénhidrogénekkel dúsított viasz között.

## Fizikai tulajdonságai
Olvadáspontja 62-64 °C. 85 °C-nál magasabbra hevítve színét megváltoztatja. Lobbanáspontja 204,4 °C. Nincs ismert öngyulladó hőfoka. Sűrűsége 15 °C-on 0,958 – 0,970 g/cm³. Szobahőmérsékleten jól oldódik terpentinolajban, és a forró alkohol is oldja.
A méhviaszt a következő mennyiségekkel jelzik:
- Savszám, a viaszban levő szabad zsírsav mennyisége
- Észterszám, a viaszban levő észter (zsírsav + alkohol) mennyisége
- Viszonyszám, az észterszám és a savszám hányadosa
- Elszappanosítási szám, lúggal főzve a viasz ekkora része szappanosodik el
- Jódszínszám, a viasz színének jellemzése különböző jódoldatok színéhez viszonyítva

Zsírtitrációs értékei: savszám, szappanosítási szám és peroxidszám. A savszám 18-23, a peroxidszám meghaladja a 8-at.
A méhviasznak 2 nagy fajtáját lehet megkülönböztetni a termelő méhfaj szerint: európai (házi méh viasza) és „orientál” (ázsiai, indiai méh viasza) változata létezik. A kettő közötti különbséget a különböző „szappanizációs” értékek adják. Az európai fajtánál ez az érték 3-5, míg az orientál típusnál 8-9.
A jódszínszám a viasz színére utal. Színe alapján a viasz elsőrendű, ha legfeljebb világosbarna és egyenletes színű, különben másodrendű. A fehérített viasz fehér, vagy halványsárga, és egyenletes színű. A méhészeti célra forgalomba hozott viasz nem kaphat hátrányos tulajdonságokat (ízt, szagot) a csomagolóanyagától. Színére hatnak a viaszolvasztás körülményei, a sonkoly virágpor- és propolisztartalma. A viasz színén a főzés után valamennyire javítani lehet savazással vagy fehérítéssel. Egyes viaszok jobban, mások kevésbé fehérednek. Az ipar a szín javítására nem használhat olyan szereket, amiket nem tud eltávolítani a viaszból.

## Műlépnek való viasz
Műlépet kizárólag tiszta viaszból szabad gyártani. Más anyagok alkalmazását törvény tiltja. Ha a viaszhoz más anyagokat kevertek, akkor hamis méhviasznak számít. Ez rosszabb mechanikai tulajdonságai miatt kevésbé is alkalmas műlépnek. A méhek a keveréket általában nehezebben fogadják el, kevésbé építik ki, akár meg is rágják.
A tiszta viasz sem mindig alkalmas. A benzinnel kivont viasz puhasága és rugalmatlansága miatt alkalmatlan. Akkor sem jó a viasz, ha 3%-nál több propoliszt tartalmaz. Az ilyen viasz gyengébb, és könnyen leszakad a rá épített lép.

## Előállítása

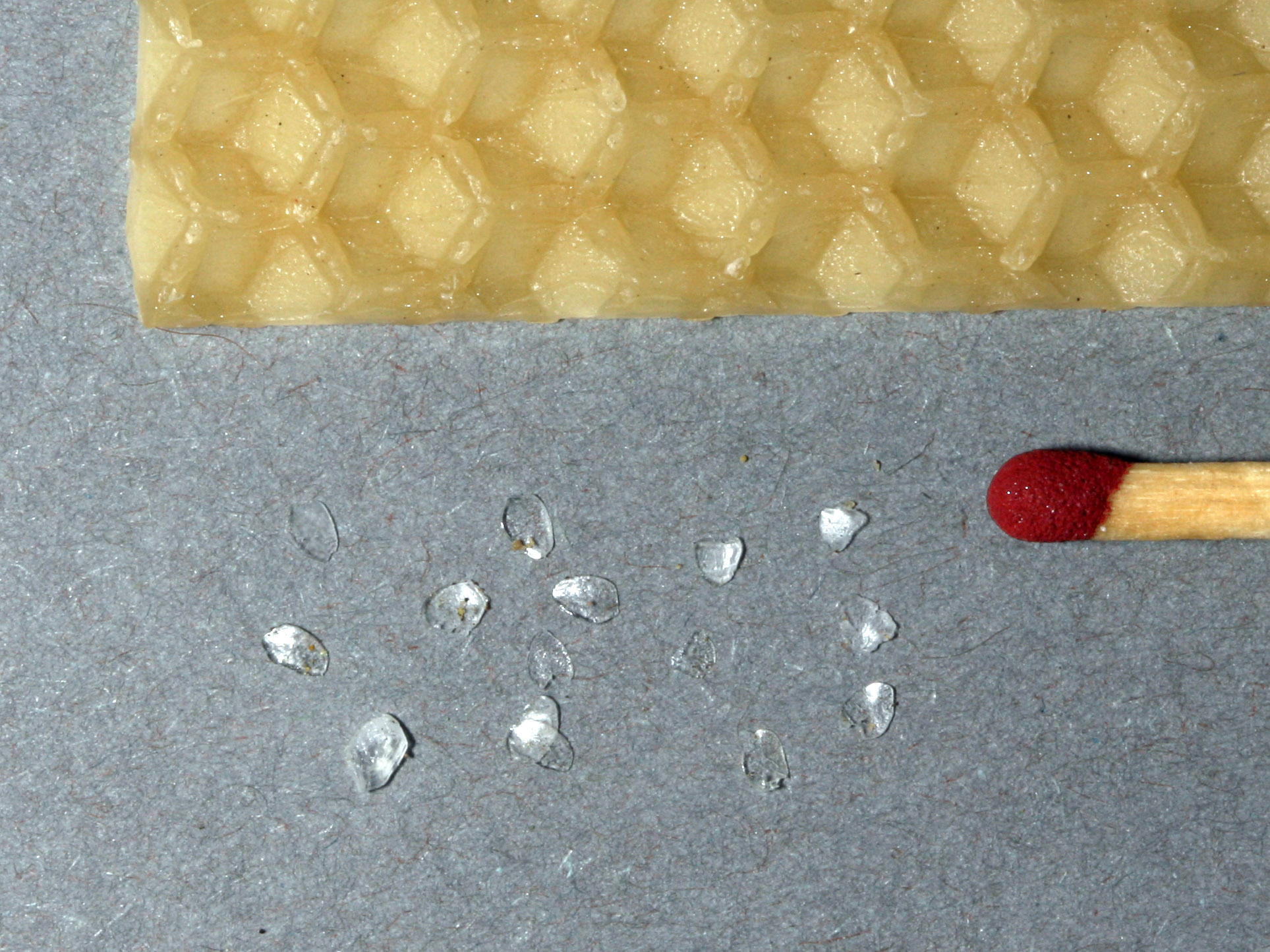
Frissen kiválasztott, még fehér viaszszemcsék, fölöttük egy darab műlép

A méhviasz egy természetes viasz, melyet a mézet termelő méhek (az Apis nembe tartozó méhfajok) állítanak elő. A méhviaszt apró pelyhek formájában, a 12 – 17 napos fiatal dolgozók választják ki a potrohuk hasi oldalán lévő mirigyekből. A mirigyek a 4-7 potrohszelvényeken találhatók, szelvényenként 8 darab van belőlük. A kiválasztott méhviasz teljesen átlátszó, de fehér színt kap azután, hogy a méhek rágással képlékennyé teszik. A végső sárgás-barnás színt a pollenben található olajok miatt, valamint a propolisz (más néven méhszurok) hatására nyeri el. A mirigyek által kiválasztott méhviasz-pelyhek körülbelül 3 mm szélesek és 0,1 mm vastagak, így körülbelül 1100 darab kell belőlük 1 gramm méhviasz előállításához.
A házi méh a lép építőanyagaként alkalmazza a méhviaszt, melyben így mézet, pollent tárolnak, valamint az utódjaikat is itt nevelik fel. A méhviasz kiválasztásához az ideális hőmérséklet 33-36 °C. A méhviasz előállítása körülbelül nyolcszor annyi méz elfogyasztásába kerül. Becslések szerint a méhek körülbelül 530 000 kilométert repülnek 1 kg méhviasz előállításához. A méhviaszt forró vízzel lehet tisztítani, és ezt követően gyertyagyártásra, vagy síkosító anyagként, valamint polírként alkalmazható. Különféle olajokkal folyékonyabbá tehető.
Különféle becslések vannak a viasz termeléséhez felhasznált méz mennyiségére. Whitcomb 1946-os kísérletében 6,66 – 8,80 font méz kellett egy fontnyi viasz termeléséhez. Les Crowder kísérletében öt Langstroth kaptárban minden viaszt újrahasznosítottak, és öt felső léces kasból a mézet a lépek összezúzásával termelték ki, a méztermelés 75%-80%-ra csökkent, és a viasztermelés 600%-ra nőtt, ami 24-30 font viasz termelésének felelt meg 1 font méz árán. Ezek a kísérletek csak a viasz és a méz termelését vizsgálták, és nem etették a méheket zárt helyiségben.
A különböző becslések szerint 1 font viaszlép 20-400 font méz befogadására képes. A Beeswax Production, Harvesting, Processing and Products című könyv szerint 1 font lépben 22 font méz tárolható.

## Felhasználása

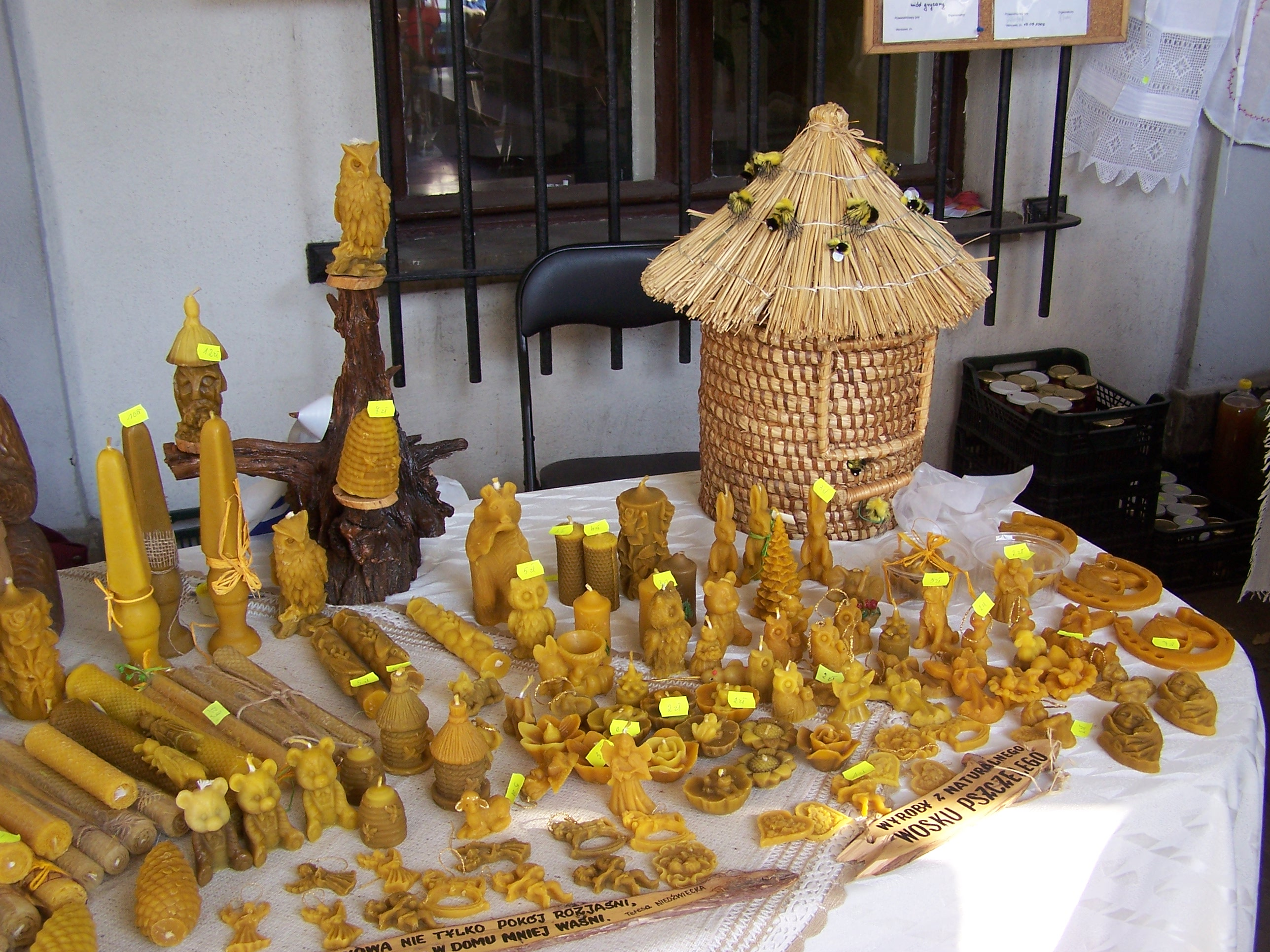
Méhviasz gyertyák és figurák

A méhviaszt széles körben alkalmazzák többek között gyertyakészítésre, kozmetikumok és gyógyszerek előállítására (e kettő adja a teljes felhasználás 60%-át) fényesítő anyagként (cipő és bútorápolókban), és modellező viaszként.
- A katolikus (ezen belül a keleti katolikus) és a keleti ortodox egyházakban fontos szerepet kap a liturgiák során, annak ősi és természetes volta miatt. A méhviaszból készült gyertya nem csöpög, szemmel alig látható füstöt bocsát ki.[11]
- A méhviaszból készült gyertyák különböznek a paraffinból készült gyertyáktól. A méhviasz miatt a lángnak melegebb, sárgásabb színe van. A méhviasz-gyertya lángjának színét a méhviasz betakarításának időpontja is befolyásolhatja.
- Régebben bajuszviaszként is használták, valamint az első fonográfok rögzítő hengere is ebből készült.
- Pecsétek készítéséhez is használják.
- A kozmetikában és a gyógyszerészetben krémek, kenőcsök, paszták, folyadékok és rúzsok alkotórésze. Egy német tanulmány szerint jobb, mint a paraffinok.[12]
- Meleg pakolás köhögés, megfázás, ízületi fájdalmak, izomfájdalmak esetén.
- Műtéteknél a csontfelszínek vérzésének csillapítását szolgálja.[13]
- Élelmiszerek esetén általában fehér színű méhviaszt alkalmaznak (E901i), melyet erős napfénnyel, vagy hidrogén-peroxiddal fehérítenek, de előfordulhat sárga színű méhviasz is (E901ii). Elsősorban védőburokként és fényesítőanyagként alkalmazzák, de ízanyagként (méz ízű) is használható. Számos sajt felületét méhviasszal vonják be, ugyanis így az jóval tovább eltartható, és a sajtnak különleges ízt kölcsönöz. Napi maximum beviteli mennyisége nincs meghatározva. Nincs ismert mellékhatása.
- Gyümölcsök felszínét bevonva véd a mechanikai hatások, a kiszáradás és a penészedés ellen.
- Egyes rágógumik összetevője.
- Zselé alapú édességekhez is használják.
- Egy német tanulmány szerint az előírásoknak megfelelően alkalmazott méhviaszt tartalmazó kozmetikumok hatásosabbak a bőrápolásban, mint a hasonló, petróleum alapú készítmények.[14]
- Harmonikákban ragasztó, tamburinók felületének kezelőanyaga.
- A kémiai-technikai területen (polírozás, síviasz, viaszfesték)[13] alárendelt szerepe van. Rögzít fémet fával és műanyaggal.

## A méhészetben

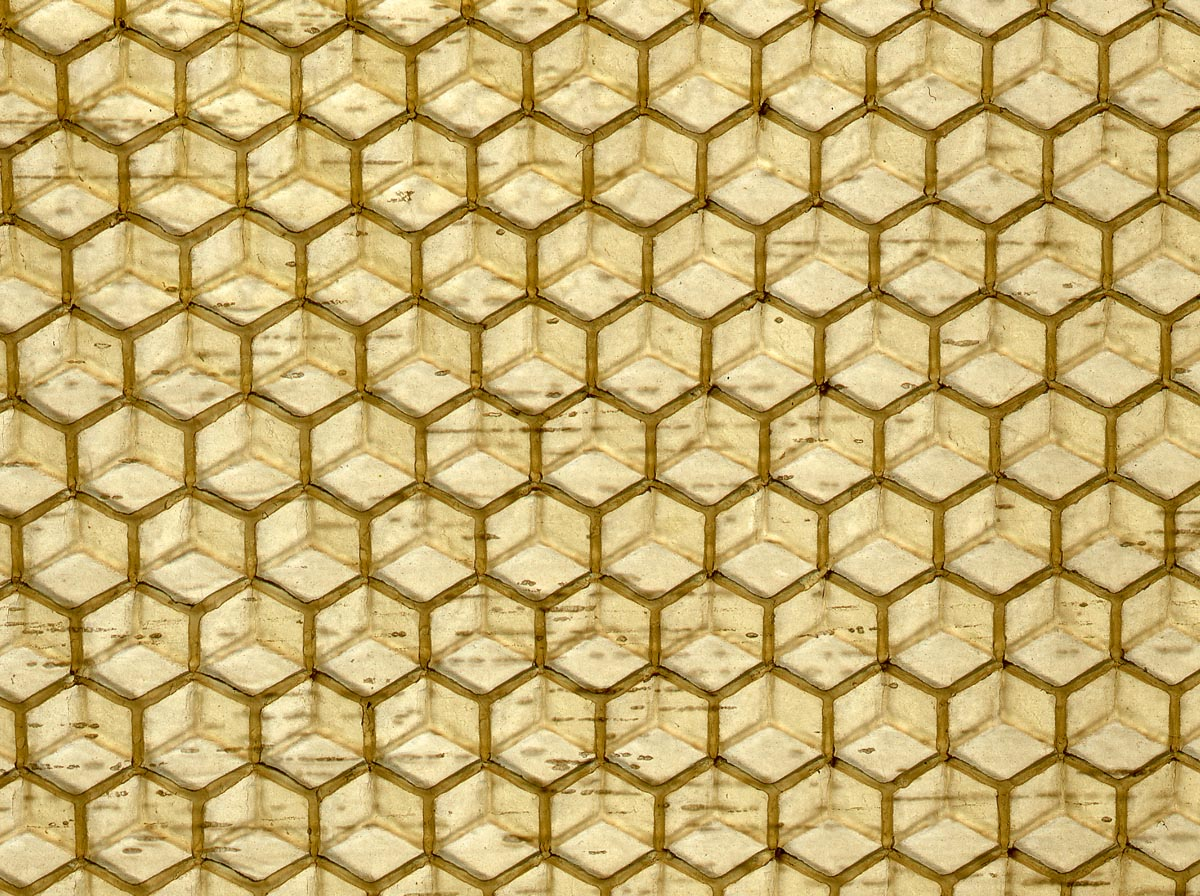
Hengerelt műlép

A méhviasz egyik fő felhasználója a méhészet. A méhész műlépet ad méheinek építésre, amit a méhek az általuk termelt viaszból kiépítenek. Az eredetileg zsemleszínű keretek az egymást követő nemzedékek alatt egyre sötétebbek lesznek a bábingektől és a rájuk húzott propolisztól. A méhek szeretik a sötét, meleg kereteket, de a méhészek higiéniai okok miatt leselejtezik az öreg, szinte már fekete kereteket. A keretből a drótokkal együtt kivágott viasz a sonkoly. Ezt a méhész vagy a viaszfőzők felolvasztják. Többszöri átolvasztással a viasz megtisztul a szennyeződésektől. A viaszból öntéssel vagy hengerléssel műlépet készítenek, és a folyamat kezdődik elölről. A kész műlépes keretet állítva kell tárolni, és hetente füstölni viaszmoly ellen.
Az ázsiai méhatka felbukkanása óta probléma a szermaradvány a viaszban, mivel sok szintetikus vegyszer zsírban oldódik, így felhalmozódik a viaszban. A méhészek alternatív szereket keresnek, így használnak tejsavat, oxálsavat és hangyasavat; ezek és sóik amúgy is jelen vannak az élő szervezetekben. Egyes mézek, például a gesztenyeméz is tartalmaz hangyasavat. Mindezek a savak nem oldódnak zsírban, emiatt nem halmozódhatnak fel a viaszban, ezért maradványaikat ártalmatlannak tekintik.

## Felhasználásának története

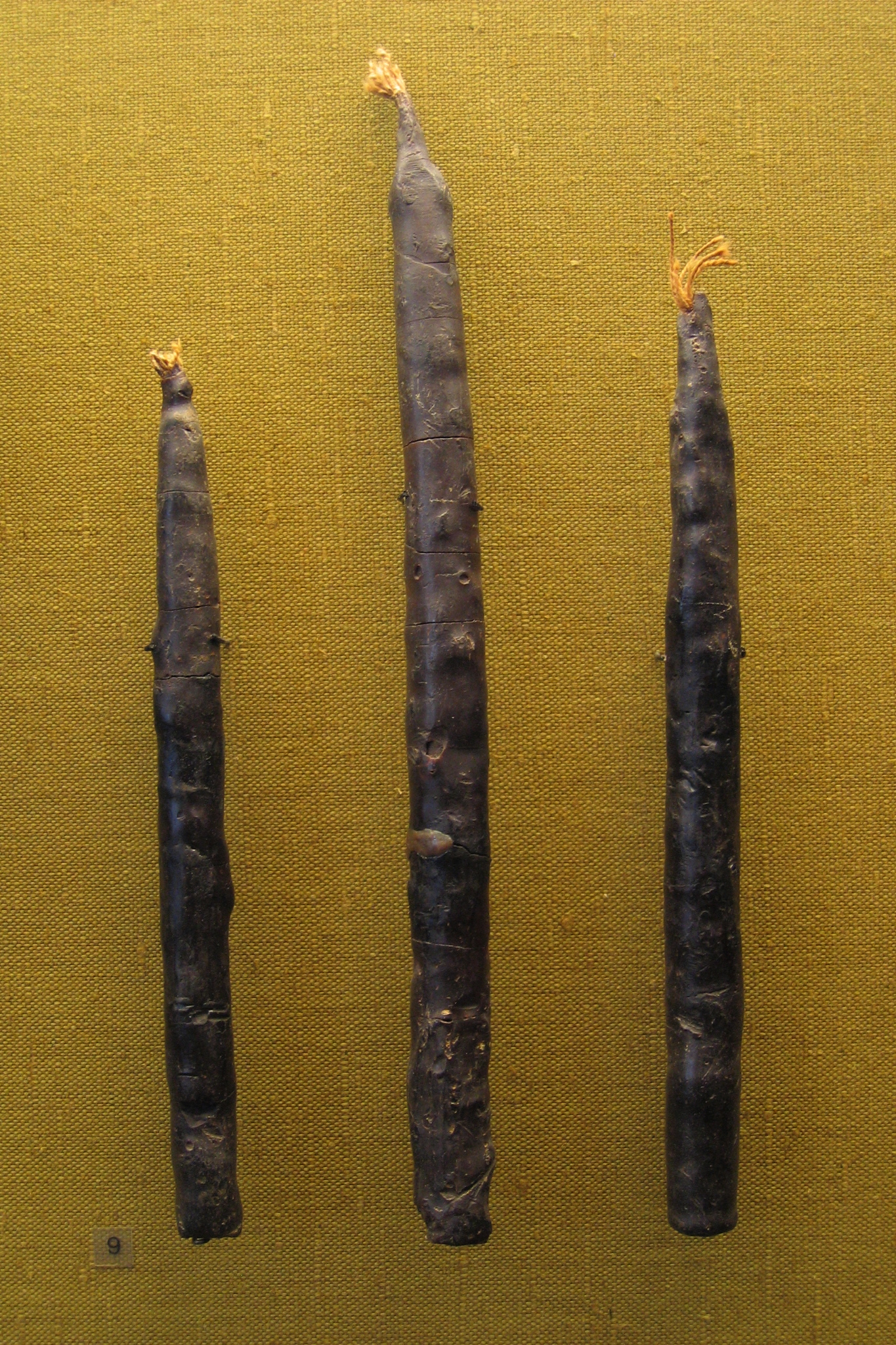
A legrégibb fennmaradt méhviasz gyertyák az Észak-Alpokból (Oberflacht, Németország, 6./7. század)

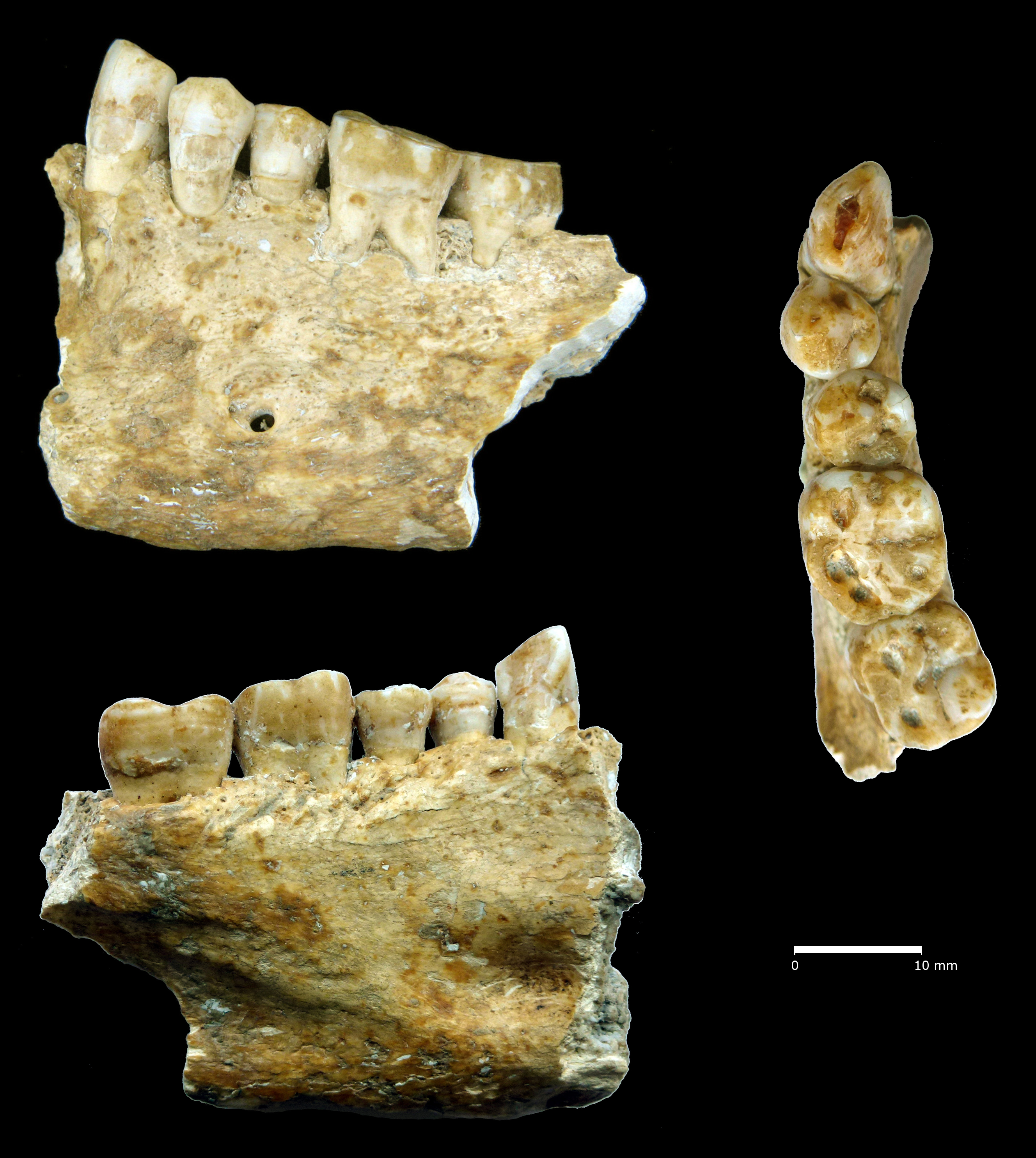
Méhviasz fogtömés

Már az ősember is alkalmazta, például a Lascaux-i barlangban is megtalálták a méhviasz nyomait. Az egyiptomiak hajóépítés során, szigetelőanyagként alkalmazták.
A rómaiak falakat tettek vele vízállóvá, ezért számos néptől méhviasz formájában szedték be az adót. A középkorban annyira értékes anyagnak számított, hogy elfogadott fizetőeszköz volt. Üzenetküldésre is használták. Két falapot zsanérral egymáshoz erősítettek, majd belső felületüket bevonták viasszal, és erre írták az üzeneteket (diploma). Az üzenet elolvasása után a tábla felületét egyszerű volt letörölni, és a választ ráírni.
Az ókorban a méhviasz segítségével sorozatgyártottak szobrokat és ékszereket. A méhviaszt az öntősablon előállítása során alkalmazták. A folyamat során elkészítették a szobrot, vagy az ékszert méhviaszból, azt beborították valamiféle erős, tűzálló anyaggal pl. vakolattal), majd ezt követően kiolvasztották belőle a viaszt. A folyamat eredménye egy tűzálló öntőforma. Ez a viaszvesztéses technika.
Indiában és Jáván a ma kékfestésnek nevezett eljárásban gátlószerként használták, azaz a fehér pamutszövetre a kívánt mintának megfelelően rányomták, majd a szövetet indigó tartalmú festékoldatba mártották. A festék csak ott fogta be az anyagot, ahol azt nem fedte a méhviasz gátlószer. Így alakult ki a szövet kék-fehér mintázata.
Napjainkban elsősorban kozmetikai célokra alkalmazzák, de modellező tulajdonságai miatt is keresett anyag.
Fogtömésre.
Cérnák, fonalak megerősítésére, vízhatlanná tételére.
Íjakban az egyes komponensek rögzítésére.
Évszázadokon keresztül a lőfegyverek töltényének előállításakor is alkalmazták, mert jól szigetelte a puskaport, valamint a méhviasszal síkosított lövedék nagyobb sebességgel hagyta el a lőfegyver csövét.

## Fordítás
- Ez a szócikk részben vagy egészben  a   Bienenwachs című német Wikipédia-szócikk fordításán alapul.  Az eredeti cikk szerkesztőit annak laptörténete sorolja fel. Ez a jelzés csupán a megfogalmazás eredetét és a szerzői jogokat jelzi, nem szolgál a cikkben szereplő információk forrásmegjelöléseként.
- Ez a szócikk részben vagy egészben  a   Beeswax című angol Wikipédia-szócikk fordításán alapul.  Az eredeti cikk szerkesztőit annak laptörténete sorolja fel. Ez a jelzés csupán a megfogalmazás eredetét és a szerzői jogokat jelzi, nem szolgál a cikkben szereplő információk forrásmegjelöléseként.